# Maria Mater Dolorosa (Mainz)

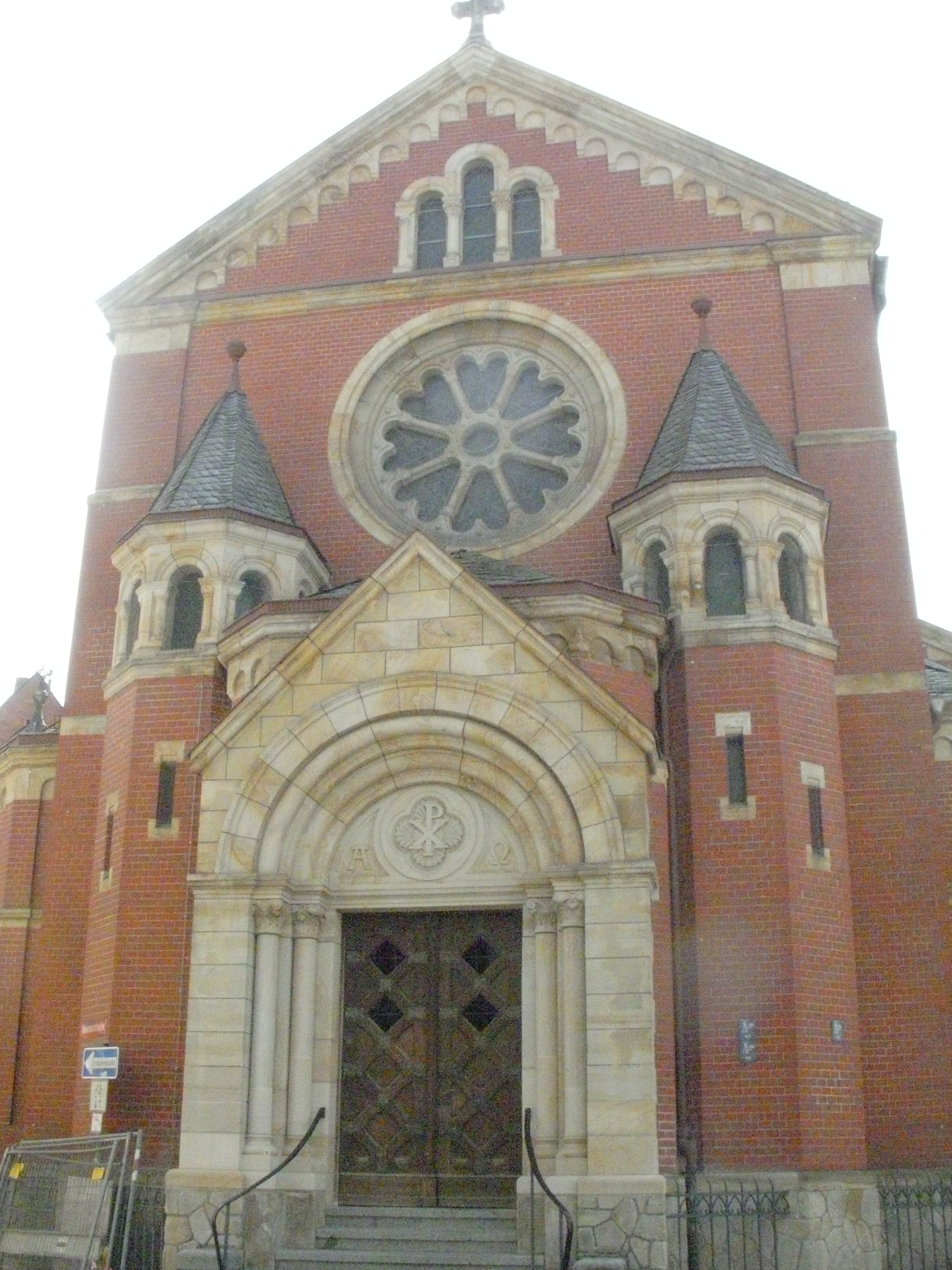
Maria Dolorosa, Frontseite in der Weintorstraße

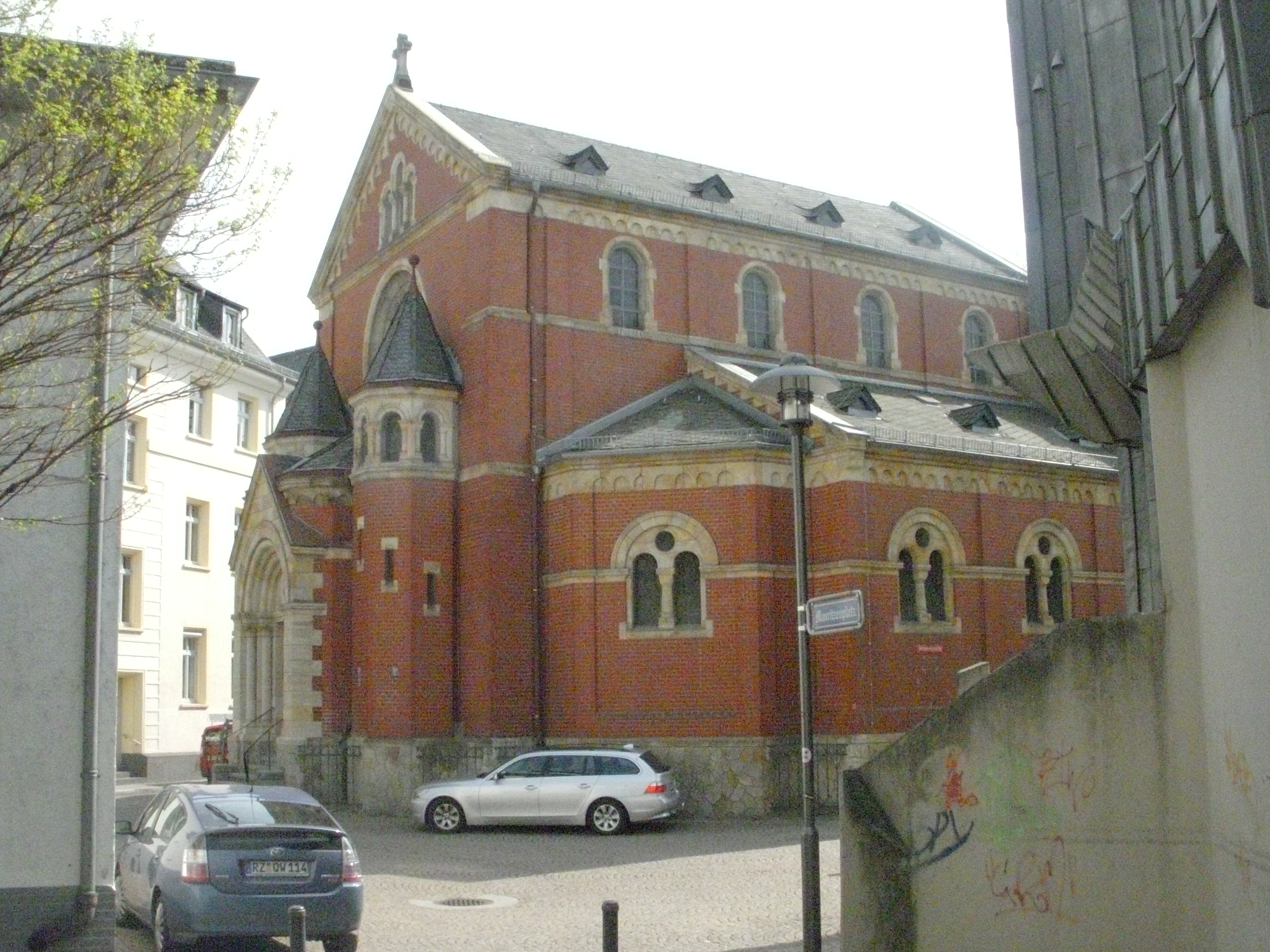
Maria Dolorosa, Sicht vom Mauritzenplatz

Die Kapelle Maria Mater Dolorosa ist eine Kapelle in Mainz.
Die ehemalige Kapuzinerkirche ist jetzt die Mutterhauskirche der Schönstätter Marienschwestern im Bruder-Konrad-Stift in der Weintorstraße.
Sie wurde unter dem Namen St. Franziskus im neuromanischen Stil aus roten Klinkern und hellem Sandstein von Architekt Clemens Rühl 1900/01 für das damalige Kapuzinerkloster erbaut.